# Městská jatka se studnou
Dům čp. 456 stojí na ulici Zauličí ve Štramberku v okrese Nový Jičín. Bývalá jatka a masné krámy byly postaveny v roce 1822. Dům byl zapsán do Ústředního seznamu kulturních památek ČR před rokem 1988 a je součástí městské památkové rezervace.

## Historie
Podle urbáře z roku 1558 bylo na náměstí postaveno původně 22 domů s dřevěným podloubím, kterým bylo přiznáno šenkovní právo a sedm usedlých na předměstí. Uprostřed náměstí stál pivovar. V roce 1614 je uváděno 28 hospodářů, fara, kostel, škola a za hradbami 19 domů. Za panování jezuitů bylo v roce 1656 uváděno 53 domů. První zděný dům čp. 10 byl postaven na náměstí v roce 1799. V roce 1855 postihl Štramberk požár, při němž shořelo na 40 domů a dvě stodoly. V třicátých letech 19. století stálo nedaleko náměstí ještě dvanáct dřevěných domů.
První písemná zmínka o domě v blízkosti dolní brány pochází z roku 1614 a je také zachycen na malbě města z roku 1722. V roce 1822 domek byl odkoupen řeznickým cechem od rodiny Hanzlíkovy, v jejichž majetku byl přes sto let. Řeznický cech upravil dům (do dnešní podoby) na zděná městská jatka a masné krámy. V domě bylo šest masných krámů, ve kterých prodávalo pět řeznických mistrů a jeden nájemce. V roce 1955 v budově bylo zřízeno Městské muzeum a v roce 1992 Muzeum Zdeňka Buriana. Po opravě domu čp. 31 na Náměstí v roce 2011 je zde umístěna Městská galerie.

## Stavební podoba
Dům je přízemní zděná stavba obdélníkového půdorysu orientované okapovou stranou k silnici. Severní štítovou stranou se přimyká k městské hradbě. Dům je postaven na vysoké kamenné omítané podezdívce, která vyrovnává svahovou nerovnost. Uliční čtyřosá strana je mírně zalomena, se třemi okny s okenicemi a bočním vchodem. Pravá (východní) okapová strana je prolomena třemi malými zamřížovanými okny. Jižní štítová strana je se vstupem do objektu. K podestě vchodu se zděnou poprsní vede dvouramenné kamenné schodiště. Dvouosý štít nasedá na korunní římsu a podlomenici. Okna jsou ve štukových šambránách na podokenní římse. Nad nimi jsou dva kruhové štukové reliéfy a letopočet MDCCCXXII. Dům má sedlovou polovalbovou střechu krytou šindelem.
V rohu východní okapové strany a hradební zdi je postavena roubená bedněná studna s rumpálem z poloviny 19. století.